# Mezei Károly
Mezei Károly (Budapest, 1951 –) rádiós újságíró, író, média-tanácsadó.

## Életrajz
Szülei az erdélyi – sóbányájáról híres faluból –, Parajdról menekültek Budapestre, 1947-ben.
Édesapja, Mezei Károly polgári alkalmazott telefonkezelőként dolgozott a Budapesti Rendőr Főkapitányságon, édesanyja, Kénesi Erzsébet szövőnő volt a Haza Fésűsfonó- és Szövőgyárban. Károly fiuk 1951-ben született, Gyöngyi leányuk pedig – aki jelenleg fotóriporter –, 1956-ban.
A pesterzsébeti Tátra téri Általános Iskola elvégzése után a csepeli Bajáki Ferenc Szakközépiskolában villanyszerelőként érettségizett, 1969-ben. A nyári szünetekben volt udvaros, téglagyári munkás, dokkmunkás és exportcsomagoló.
Egy évig a Budapesti Elektromos Művek alkalmazottja volt, majd felvételt nyert a Budapesti Tanítóképző Főiskolára. Katonai szolgálatát előfelvételisként Kalocsán töltötte, ahol harckocsiparancsnoki kiképzést kapott.
Apósa, Soós András író, humorista mellett tanítóképzős tanárai, Hernádi Sándor nyelvész és Bihari János irodalomtörténész voltak legnagyobb hatással gondolkodására, intellektusának formálódására.
A diploma megszerzése után, 1974-ben, az Eötvös Loránd Tudományegyetem Radnóti Miklós Gyakorló Iskolájában helyezkedett el, melynek akkor igazgatóját, a jeles oktatáspolitikust és pedagógust, Lukács Sándort is mesterének tartja.
1977-ben a Magyar Rádióhoz hívták, ahol – csaknem napra pontosan –, harminc évig dolgozott. Mindeközben elvégezte az ELTE magyar nyelv és irodalom szakát, a magyar pedagógiai rádiózás történetéből megírta doktori disszertációját, illetve különféle társadalmi megbízásokat is vállalt.
Jelenleg a Magyar Katolikus Rádió külső munkatársa, emellett riportkönyveket ír, és felkérésekre pódiumbeszélgetéseket vezet.
Felesége, Soós Éva franciatanár, Márta lánya orvos, szakfordító, Dóra lánya angol–magyar szakos tanár. Két unokája van: Marcell és Zsolt.

## Szakmai életút
Rádiós pályáját az Iskolarádióban kezdte, ahol Havril Erzsébet, Tarnay Márta és Szabó Éva voltak a mentorai. Egyik szerkesztő-műsorvezetője volt a Nyitnikék című, többszörösen Nívó-díjas gyerekműsornak. Társszerkesztője volt a rendszerváltozást megelőző időszak iránymutató oktatáspolitikai műsorának, a Tanakodónak. Ugyancsak szerkesztette és vezette a Gordiusz tudományos magazint, amelyekben a szellemi élet számos kiemelkedő alakja és eredménye kapott fórumot. Rádiós újságírói működését az alapos felkészülés és az igényes kivitelezés jellemzi. Miközben igyekszik beszélgetőpartnerei arcát, életútját fölrajzolni, a háttérből irányít, hogy mindig a kérdezett maradhasson reflektorfényben.
2000-ben megalapította a Magyar Rádió első internetes szerkesztőségét, a Világhálót, amely létrehozta a közrádió első honlapját. Szerkesztősége 2005 decemberében „kiemelkedő értékmentő tevékenységéért” elnyerte az Artisjus-díjat.
A rendszerváltozást követő – és máig elhúzódó – kultúrpolitikai harcokban 1993–94-ben az MR Felügyelő Bizottsága titkára, 2002 és 2005 között az MR Etikai Bizottsága választott titkára, és az MRDSZ rádiós szakszervezet vezetőségi tagja. Mindhárom társadalmi megbízatását a Deák Ferenc-i „Hazudni nem szabad!” szellemében igyekezett végezni. E tevékenységei és ezekből származó, főként a szakmai vezetéssel kialakuló konfliktusai rádiós előmenetelét is hátrányosan érintették.
Juhász Judit irányításával szerepet vállalt a hazai keresztény szellemiségű rádiózás alapjainak lerakásában is. Részt vett az egri Szent István Rádió, majd a budapesti székhelyű Magyar Katolikus Rádió fölállításában és működtetésében. Utóbbiban jelenleg is készít műsorokat.
Rádiós munkái mellett csaknem tíz évig médiaszakos hallgatókat tanított az esztergomi Vitéz János Katolikus Tanítóképző Főiskolán, ahol működése alatt – a Magyar Rádió elnöke, Kondor Katalin segítségével –, rádióstúdió is épült. Ma jó néhány egykori tanítványa tagja annak a keresztény értékek mentén munkálkodó, ifjú, rádiós újságírókból álló csapatnak, amelynek képviselői különféle médiumokban igyekeznek helytállni.
Jelenleg a Magyar Katolikus Rádió külső munkatársa.

## Művei

### Fontosabb rádióműsorok a Magyar Rádióban 1977–2005
- Fonóka (később: Ringató) Beszélgetések versekről–gyerekkel (szerkesztő-műsorvezető)
- Műsor sorozatok (szerkesztés és műsorvezetés)
  - a neveléselmélet köréből
  - a nevelés történetéből
  - a tantárgyi metodikákról
- Nyitnikék – magazin műsor kisiskolásoknak – társszerkesztő, 1980–1990
- Tanakodó – oktatáspolitikai vitaműsor, szerkesztés, műsorvezetés, 1989–1996
- Gordiusz – tudományos magazin, szerkesztés, műsorvezetés, 1990–2001
- Névjegy – nagyportrék tudósokról, művészekről, politikusokról fel. szerk: Kondor Katalin – 1995–2005 (Ferencz Csaba űrkutató, Orbán Viktor politikus, Molnár Tamás filozófus, Szinte Gábor festőművész, Fehér Dezső állatorvos-professzor)
- Észkerék (Előtte: Ország-város-híres ember) – telefonos játékműsor (dr. Hársing Lajossal) 1986–2000 (szerkesztő-műsorvezető)
- Több száz más, gyerek-, ifjúsági- és felnőtteknek szóló ismeretterjesztő-, játék- és tudományos műsor szerkesztése és vezetése. 1977–2005
- Danny, a szupersrác – hangjáték Roal Dahl regényéből. A főszerepben: Bodrogi Gyula, 1986, (író)
- Mérték után… – Tíz nap a Művégtaggyárban – dokumentum műsor (szerkesztő- riporter-dramaturg) 1998

### Fontosabb műsorok a Magyar Katolikus Rádióban 2004 –
- Nyelvédesanyánk –nyelvápoló magazin, szerkesztő-műsorvezető, 2004-2008,
- Adja tovább a mikrofont! – havi kisportré sorozat, szerkesztő-riporter, 2004-től,
- Zenémmel dicsérem… - kortárs magyar egyházzene, műsorvezető, 2009-től (Dobos Kálmánnal),
- Versenyképes-e a Jó Pásztor? - vezetéselmélet, műsorvezető 2006-tól (dr. Pulay Gyulával)

## Cikkek
- Ismeretterjesztő pedagógiai írások a Nők Lapja, a Gyermekünk és más lapok számára (1977–1980)
- Élet és Tudomány
  - Suli-história (sorozat, szerkesztés)
  - Moral(l)ista (interjú-sorozat az etikai nevelésről) 1995–2000
- Pedagógiai Szemle - "Az iskolarádió felette szükséges voltáról", tanulmány, 1990. július-augusztus (Szunyogh Szabolccsal)
- Vigília – „Európa atyja” Beszélgetés Robert Schumannról dr. Király Miklóssal és dr. Pulay Gyulával, 2013/2

## Könyvek
- Négy kicsi egér. Soós András humorista műveinek sajtó alá rendezése (szerkesztő) IPV, Budapest, 1988
- Magyar pedagógusok: Lukács Sándor (író) OPKM. Budapest, 1992
- Mezei Károly–Vajda András: Ringató. Beszélgetések versekről – nemcsak – gyerekeknek. A hasonló című rádió műsor alapján, (író-szerkesztő) – Vajda Andrással, Kairosz Kiadó, Budapest, 2000
- Mezei Károly: Szinte Gábor – Erdélyen át Firenzéig. Monográfia (szerkesztő-riporter) Kairosz Kiadó, 2004
- Miért hiszek? XXIII. kötet – „Az agy a teremtő műve” Beszélgetés Freund Tamás professzorral (szerkesztő-riporter) Kairosz Kiadó, 2005
- Miért hiszek? XXXI. kötet – „Isten van, az ember történik” Beszélgetés Koch Sándor virológussal (szerkesztő-riporter) Kairosz Kiadó, 2006
- Szinte Gábor: Szabad szemmel – (szerkesztő) Kairosz Kiadó, 2006
- Magyarnak lenni XXII. kötet – „Én itthon vagyok otthon" – Beszélgetés Náray Szabó Gábor akadémikussal (szerkesztő-riporter) Kairosz Kiadó, 2007
- Magyarnak lenni XXIX kötet - „Fölemelkedni vagy lesüllyedni?” – Beszélgetés Taxner Tóth Ernő irodalomtörténésszel (szerkesztő-riporter) Kairosz Kiadó, 2007
- Cicero: A legfőbb jóról és rosszról Ford: Vekerdi József, Kairosz Kiadó, 2007 (szerkesztő)
- Magyarnak lenni XXXVIII. kötet – Tett és semmi más… – Beszélgetés Szinte Gábor festőművésszel (szerkesztő-riporter) Kairosz Kiadó, 2008
- Magyarnak lenni XLVIII. kötet – „Magyarország szíve vidéken van!” – Beszélgetés Hámori József agykutatóval (szerkesztő-riporter) Kairosz Kiadó, 2008
- Versenyképes-e a Jó Pásztor? Összeállítás a hasonló című rádiósorozat műsoraiból (dr. Pulay Gyulával) Szent István Társulat, 2008
- Csillag Éva: Boldog lelkek – Molnár C. Pál istenes művei, Kairosz Kiadó, 2008 (szerkesztés)
- Magyarnak lenni LIV. kötet – Beteg társadalom – egészséges nemzet – Beszélgetés Kopp Mária orvos-professzorral (szerkesztő-riporter) Kairosz Kiadó, 2009
- „…és mégis élünk!” 6. kötet – Haza(ki)árulás – Beszélgetés Bencze Izabella közgazdásszal (szerkesztő-riporter) Kairosz Kiadó, 2009
- Magyarnak lenni LX. kötet – „Hiszek a zene erejében” – Beszélgetés Szőnyi Erzsébet zeneszerzővel (szerkesztő-riporter) Kairosz Kiadó, 2010
- Magyarnak lenni LXI. kötet – „Nem véreb, hanem őrkutya!” – Beszélgetés Kovács Árpád közgazdásszal (szerkesztő-riporter) Kairosz Kiadó, 2010
- Magyarnak lenni LXVIII. kötet – „A gazdaság van a nemzetért és nem fordítva” Beszélgetés Csath Magdolna közgazdásszal (szerkesztő-riporter) Kairosz Kiadó, 2010
- Magyarnak lenni LXXXV. kötet – Túl-part – Beszélgetés Hargitay András úszóbajnokkal, állatorvossal (szerkesztő-riporter) Kairosz Kiadó, 2011
- Magyarnak lenni LXXXVI. – A tiszteletbeli köztársasági elnök – Beszélgetés Pozsgay Imrével (szerkesztő-riporter) Kairosz Kiadó, 2011
- Magyarnak lenni XCII. kötet – „Védjük hagyományainkat!” – Beszélgetés Hoppál Mihály sámánkutatóval (szerkesztő-riporter) Kairosz Kiadó, 2011
- Magyarnak lenni XCV. kötet – A magyar kultúra mindenese - Beszélgetés Zelnik József néprajzkutatóval (szerkesztő-riporter) Kairosz Kiadó, 2011
- Magyarnak lenni CIII. kötet – „Csak múlásunk törvény…” – Beszélgetés Varga Csaba jogfilozófussal (szerkesztő-riporter) Kairosz Kiadó, 2012
- Magyarnak lenni CX.kötet - Aki följelentett egy miniszterelnököt - Beszélgetés Völgyesi Miklós bíróval (szerkesztő-riporter) Kairosz Kiadó 2013
- Magyarnak lenni CXXVII. - Mit ér a tudós, ha magyar? - Beszélgetés Gazda István tudománytörténésszel (szerkesztő-riporter) Kairosz Kiadó 2014
- Magyarnak lenni CXXXI.kötet - Képeket kérdezni . Beszélgetés Virág Judit művészettörténésszel(szerkesztő-riporter) Kairosz Kiadó 2015

## TV műsorok, filmek
- Riportok az Iskola tv különböző adásaiba - MTV 1988-90. (Szerk.: Góhér Gyula),
- Riportok a Talpalatnyi zöld című műsorba – Duna Tv 1998-2000. (Rendező-operatőr: Kocsis Tibor),
- II. Szilveszter a tudós pápa I-II. – (Így készületek Szinte Gábor falképei a franciaországi Saint Simonban) – MTV 2006. júl. 30. és 2006. aug. 6. (2x36 perc)

## CD, CD-ROM, DVD
- Mit mondanak a harangok? CD Szabó Gyula verset mond (szerkesztő, rendező) Borda kiadás, 2001
- Híres magyarok a nagyvilágban. CD-ROM és kvízjáték (író, szerkesztő) Vector-Telecom, 2000
- II. Szilveszter, a tudós pápa I-II. – Így készületek Szinte Gábor falképei a franciaországi Saint Simonban – DVD (szerkesztő-riporter) 2x36 perc

## Díjak, elismerések
- A Magyar Rádió hatszoros Nívó-díjasa
- Különféle sajtó pályázatok helyezettje (Bugát Pál, MÚOSZ, Országos Vezetőképző stb.)
- 1987. Kiváló munkáért (miniszteri)
- 1989. A szocialista újságírásért (miniszteri)
- 1998. UNICEF-emléklap
- 2005. Artisjus-díj